# 長孫佐輔
长孙佐辅（?—?），字不详。朔方（今陝西）人，唐朝诗人。
约贞元年間人。進士久不第，生性“放懷不羈”。其弟長孫公辅擔任吉州刺史，曾前往投靠。後隱居不仕。工於詩，何汶評其《拟古咏河边枯树》诗，“哀怨而不伤，有风人之梗概。”有《古调集》，今不傳。《全唐诗》存其诗十七首。